# Andrej Stevanović
Andrej Stevanović (serbisch-kyrillisch Андреј Стевановић; * 4. Jänner 2004) ist ein österreichischer Fußballspieler.

## Karriere

### Verein
Stevanović begann seine Karriere beim SC Lanzendorf. Zur Saison 2011/12 wechselte er zum FC Admira Wacker Mödling. Im September 2015 wechselte er zum FK Austria Wien. Im Februar 2018 wechselte er zurück zur Admira, wo er in Folge sämtliche Altersstufen in der Akademie durchlief. Im April 2022 debütierte er für die Amateure der Niederösterreicher in der Regionalliga Ost. In der Saison 2021/22 kam er zu sechs Einsätzen für Admira II.
Die Amateure stellten aber nach Saisonende den Spielbetrieb ein, woraufhin Stevanović zur Saison 2022/23 in den Profikader des Zweitligisten rückte. Im Juli 2022 debütierte er bei einem 4:2-Sieg gegen den Fünftligisten SVg Purgstall für die Profis, bei dem er zwei Treffer der Admira erzielte. Sein Debüt in der 2. Liga folgte dann im August 2022, als er am sechsten Spieltag jener Saison gegen den SKN St. Pölten in der 64. Minute für Mamina Badji eingewechselt wurde. Für die Admira kam er insgesamt zu 30 Zweitligaeinsätzen. Nach der Saison 2024/25 verließ er den Verein.
Zur Saison 2025/26 wechselte Stevanović anschließend zu Regionalligist ASK Voitsberg.

### Nationalmannschaft
Stevanović debütierte im Oktober 2020 für die serbische U-17-Auswahl.